# Ronde van Italië 2024/Eenentwintigste etappe
De eenentwintigste etappe van de Ronde van Italië 2024 vond plaats op 26 mei. Deze etappe werd gewonnen door Tim Merlier. Het was de slotetappe van de 107e editie van de Ronde van Italië. Winnaar van het eindklassement werd de Sloveen Tadej Pogačar die voor het eerst deelnam. Zie de eindstanden-pagina voor een volledig overzicht van de klassementen. Deze laatste etappe zijn geen opgaven gemeld.

## Uitslagen
| Rome – Rome (125 km) |                       |                            |          |
| Plaats               | Naam                  | Ploeg                      | tijd     |
| Winnaar              | Tim Merlier           | Soudal Quick-Step          | 2u51'50" |
| 2                    | Jonathan Milan        | Lidl-Trek                  | z.t.     |
| 3                    | Kaden Groves          | Alpecin-Deceuninck         | z.t.     |
| 4                    | Fernando Gaviria      | Movistar Team              | z.t.     |
| 5                    | Tim van Dijke         | Team Visma \| Lease a Bike | z.t.     |
| 6                    | Stanisław Aniołkowski | Cofidis                    | z.t.     |
| 7                    | Alberto Dainese       | Tudor Pro Cycling Team     | z.t.     |
| 8                    | Giovanni Lonardi      | Team Polti Kometa          | z.t.     |
| 9                    | Caleb Ewan            | Team Jayco AlUla           | z.t.     |
| 10                   | Donavan Grondin       | Arkéa-B&B Hotels           | z.t.     |

| Algemeen klassement |                   |                                 |            |
| Plaats              | Naam              | Ploeg                           | Tijd       |
| Roze trui           | Tadej Pogačar     | UAE Team Emirates               | 79u14'03"  |
| 2                   | Daniel Martínez   | BORA-hansgrohe                  | + 9'56"    |
| 3                   | Geraint Thomas    | INEOS Grenadiers                | + 10'24"   |
| 4                   | Ben O'Connor      | Decathlon AG2R La Mondiale Team | + 12'07"   |
| 5                   | Antonio Tiberi    | Bahrain-Victorious              | + 12'49"   |
| 6                   | Thymen Arensman   | INEOS Grenadiers                | + 14'31"   |
| 7                   | Einer Rubio       | Movistar Team                   | + 15'52"   |
| 8                   | Jan Hirt          | Soudal Quick-Step               | + 18'05"   |
| 9                   | Romain Bardet     | Team dsm-firmenich PostNL       | + 20'32"   |
| 10                  | Michael Storer    | Tudor Pro Cycling Team          | + 21'11"   |
|                     |                   |                                 |            |
| 30                  | Mauri Vansevenant | Soudal Quick-Step               | + 1u47'43" |

1e etappe ·
2e etappe ·
3e etappe ·
4e etappe ·
5e etappe ·
6e etappe ·
7e etappe ·
8e etappe ·
9e etappe ·
10e etappe ·
11e etappe ·
12e etappe ·
13e etappe ·
14e etappe ·
15e etappe ·
16e etappe ·
17e etappe ·
18e etappe ·
19e etappe ·
20e etappe ·
21e etappe
Startlijst · Eindstanden · Afbeeldingen